# Єзежиці (Великопольське воєводство)
Єзежиці (пол. Jezierzyce, нім. Deutsch Jeseritz) — село в Польщі, у гміні Сміґель Косцянського повіту Великопольського воєводства.
Населення — 108 осіб (2011).
У 1975-1998 роках село належало до Лешненського воєводства.

## Демографія
Демографічна структура станом на 31 березня 2011 року:
|          | Загалом | Допрацездатний вік | Працездатний вік | Постпрацездатний вік |
| -------- | ------- | ------------------ | ---------------- | -------------------- |
| Чоловіки | 53      | 14                 | 34               | 5                    |
| Жінки    | 55      | 15                 | 27               | 13                   |
| Разом    | 108     | 29                 | 61               | 18                   |